# エコモダ〜愛と情熱の社長室
エコモダ〜愛と情熱の社長室（エコモダ〜あいとじょうねつのしゃちょうしつ、原題：Eco moda）は、コロンビア・RCNで2001年から放送されたテレビドラマ（テレノベラ）。『ベティ〜愛と裏切りの秘書室』の続編である。全26話。
日本では2007年1月16日からSuper! drama TV(現・スーパー!ドラマTV)で放送された。

## 出演者
- ベアトリス・ピンソン・ソラーノ Beatriz Aurora "Betty" Pinzón Solano （アナ・マリア・オロスコ Ana María Orozco　声優：藤貴子）
- アルマンド・メンドーサ Armando Mendoza Sáenz （ホルヘ・エンリケ・アベリョ Jorge Enrique Abello　声優：新垣樽助）
- エルメス・ピンソン・ガラルサ Hermes Pinzón Galarza （ホルヘ・エレーラ Jorge Herrera　声優：清川元夢）

ベティの父。厳格な性格。
- フリア・ソラーノ・ガリンド Julia Solano Galindo de Pinzón （アドリアナ・フランコ Adriana Franco　声優：佐藤しのぶ）

ベティの母。
- ニコラス・モーラ Nicolas Mora （マリオ・ドゥアルテ Mario Duarte　声優：くわはら利晃）

ベティの幼馴染みで親友。
- ガブリエラ・ガルサ Gabriela Garza （ロレナ・メリタノ Lorena Meritano　声優：）
- ケネス・ジョンソン Kennet Johnson （ジェフリー・ディーキン Geoffrey Deakin　声優：）
- ダニエル・バレンシア Daniel Valencia （ルイス・メサ Luis Mesa　声優：髙階俊嗣）
- マリオ・カルデロン Mario Calderón （リカルド・ベレス Ricardo Vélez　声優：望月健一）
- ウーゴ・ロンバルディ Hugo Lombardi （フリアン・アランゴ Julián Arango　声優：丸山純路）
- カタリーナ・アンヘル Catalina Ángel （ケルミラ・ルザルド Celmira Luzardo　声優：山門久美）
- サウル・グティエレス Saúl Gutiérrez （アルベルト・レオン・ハラミーリョ Alberto León Jaramillo　声優：野中秀哲）
- フレディ・コントレラス Freddy Stewart Contreras （フリオ・セサール・エレーラ Júlio César Herrera　声優：野中秀哲）
- ウィルソン・メヒア Wilson Camejo Mejía （ダビド・ラミレス David Ramírez　声優：丸山純路）
- ジェニー・ガルシア Jenny García （マルサ・イサベル・ボラーニョス Martha Isabel Bolaños　声優：細野雅世）
- ミシェル・ペラン Michell Duanell （パトリック・デルマス Patrick Delmas　声優：前島貴志）
- イネシータ・ペーニャ Inés "Inesita" Peña de Gómez （ドーラ・カダビド Dora Cadavid　声優：佐藤しのぶ）
- アウラマリア・フエンテス Aura María Fuentes （ステファニア・ゴメス Stefanía Gomez　声優：たかはし智秋）
- ベルタ・ムーニョス Bertha Muñoz de González （ルセス・ベラスケス Luces Velásquez　声優：山門久美）
- ソフィア・ロドリゲス Sofía de Rodríguez （パウラ・ペーニャ Paula Peña　声優：定岡小百合）
- サンドラ・パティーニョ Sandra Patiño （マルセラ・ポサダ Marcela Posada　声優：外村晶子）
- マリアナ・バルデス Mariana Valdéz （マリア・エウヘニア・アルボレダ María Eugenía Arboleda　声優：倉持良子）